# Hans Müller (pilot)
Hans Müller alias Hans Garrelt (ur. 3 lipca 1896, zm. 1964) – as lotnictwa niemieckiego Luftstreitkräfte z 12 potwierdzonymi  zwycięstwami w I wojnie światowej.
Rozpoczął służbę 1 kwietnia 1914 roku w 13 Pułku Piechoty im. Herwartha von Bittenfeld (1 Westfalski) i z nim wyruszył na front. W listopadzie 1916 roku został przeniesiony do lotnictwa. Po ukończeniu szkolenia pilotażu do ostatnich miesięcy 1917 roku latał na samolotach dwumiejscowych w FAA 208. W końcu 1917 roku został przydzielony do eskadry myśliwskiej Jagdstaffel 12, a od początku 1918 roku przeniesiony do Jagdstaffel 15. W jednostce odniósł swoje pierwsze zwycięstwo powietrzne już 9 stycznia. Od marca 1918 roku został przeniesiony do Jagdstaffel 18, jednostki, w której pozostał do końca I wojny światowej.
W okresie międzywojennym skończył studia politechniczne i około 1930 roku zmienił nazwisko na Hans Garrelt. Spowodowane to było tym, że noszone przez niego imię i nazwisko było jednym z najczęstszych w Niemczech. Jeden z jego sąsiadów także je nosił i korespondencja do Hansa Müllera była dostarczane pod niewłaściwy adres.
W okresie II wojny światowej służył w Luftflotte 3 pod dowództwem Generalfeldmarschall Sperrle. Po zakończeniu wojny pracował jako inżynier projektujący lokomotywy parowe dla firmy Hanomag. Zmarł w 1964 roku na nowotwór mózgu.
Hans Müller latał na samolotach Fokker Dr.I.

## Odznaczenia
- Krzyż Żelazny I Klasy
- Krzyż Żelazny II Klasy